# Angkor
Cet article possède des paronymes, voir Ankor, Angor et Encore.
Angkor est un site archéologique du Cambodge composé d'un ensemble de 200 temples et de nombreux aménagements hydrauliques (barays, canaux) dispersés sur plus de 400 km² qui fut la capitale de l'Empire khmer du IXe au XIVe siècle. C'est l'ensemble de monuments le plus important de l'art khmer.
Ces ruines, méticuleusement restaurées pour certaines, sont situées dans les forêts au nord du Tonlé Sap, en bordure de la ville de Siem Reap. Classées depuis 1992 au patrimoine mondial par l'UNESCO, elles attiraient encore en 2019 plus de 1,5 million de visiteurs sur les 8 premiers mois de l'année, constituant ainsi la principale attraction touristique au Cambodge.

## Historique

### Angkor préhistorique
Si l'histoire retient le IXe siècle pour la fondation d'Angkor, les ruines de ce site cambodgien ne seraient que la partie monumentale connue d'une présence remontant à l'âge du bronze et révélée par la nécropole de Koh Ta Méas, datée d'au moins 1800 avant notre ère.
Pas moins de vingt-sept sépultures ont été dégagées, avec leurs nombreuses offrandes. Les squelettes humains des cinquante-neuf individus identifiés sont d'une grande valeur pour la connaissance du peuplement préhistorique du Sud-Est asiatique continental. Celle-ci révèle une population peu robuste, qui a cependant développé une résistance immunitaire à la malaria.
Ces fouilles ont été l'objet d'une exposition au Musée national de Phnom Penh jusqu'en février 2010.

### Hariharālaya (Rolûos)

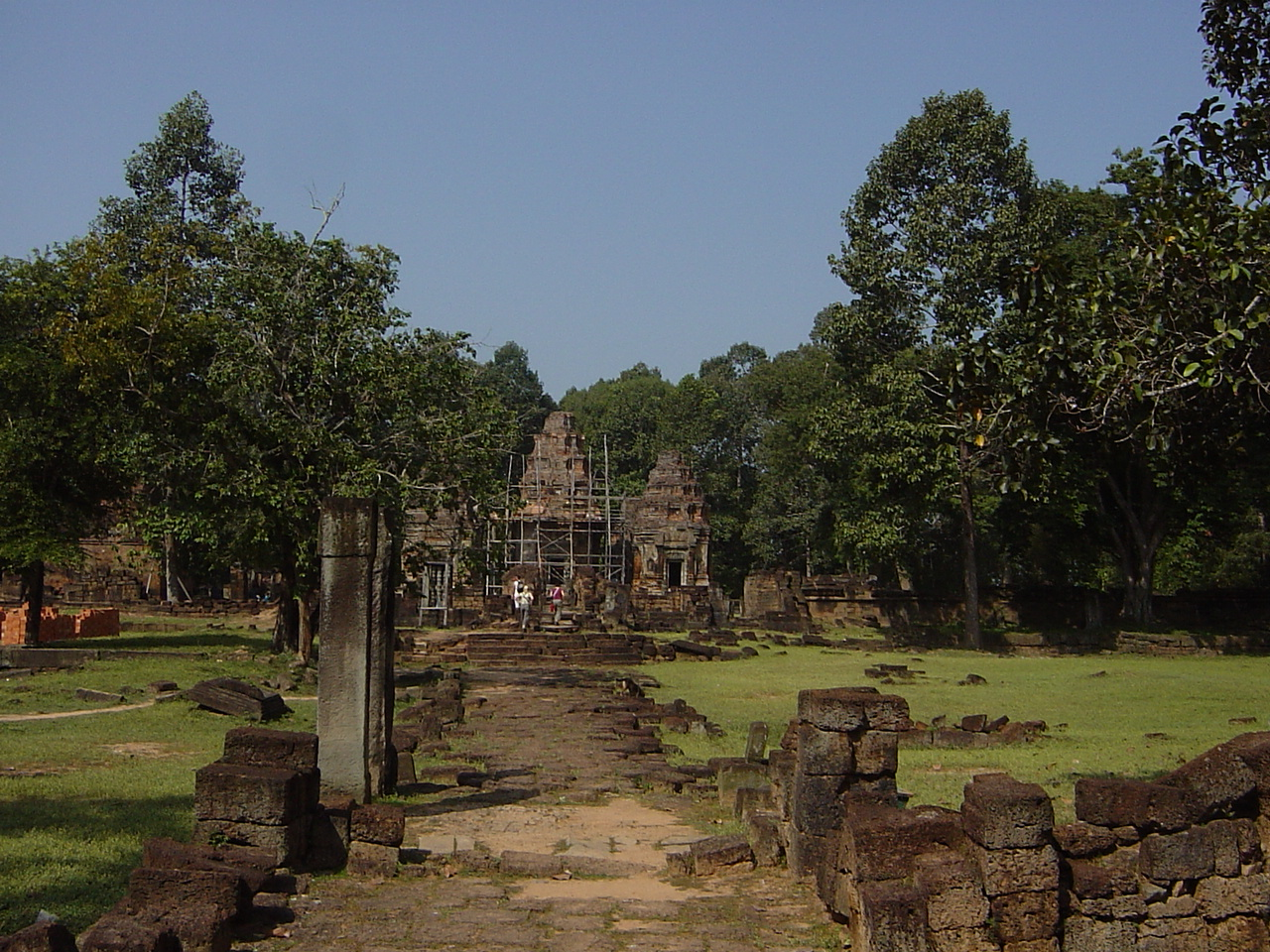
Le Preah Kô.

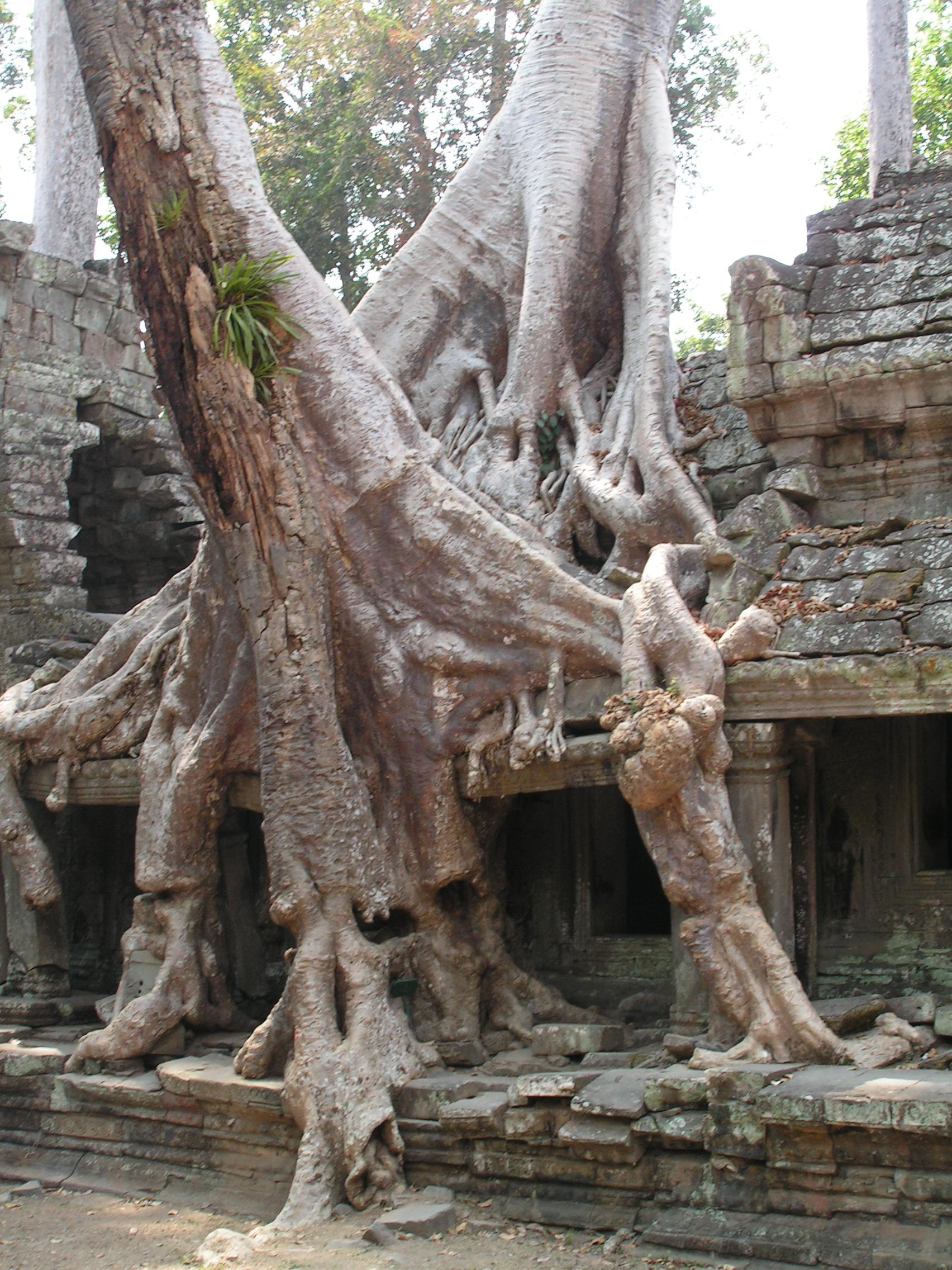
Preah Khan.

L'empire khmer qui s'étend sur la péninsule du sud-est asiatique, a été fondé au début du IXe siècle par Jayavarman II. L'un de ses successeurs, Indravarman I, entreprend des travaux d'aménagement hydraulique qui seront la base de la prospérité de la région. Il est aussi à l'origine du premier édifice encore visible, le Preah Kô, consacré en 879 et construit en brique comme tous les monuments antérieurs, inaugurant plus de trois siècles d'apogée de l'architecture khmère.
Le premier temple-montagne, configuration caractéristique de la cosmologie hindouiste, est édifié par ses soins en 881 au Bakong. Ces temples-montagnes adoptent une symbolique du mont Meru, axe du monde et séjour mythique des dieux en 5 niveaux concentriques hérissés de 109 tours.

### Yaśodha rapura (Angkor proprement dit)
Les successeurs d'Indravarman, notamment son fils Yaśovarman crédité du titre de « créateur d'Angkor », entreprennent des aménagements gigantesques, plus au nord-ouest, avec construction des digues du bārāy oriental (le Yaśodhatatāka) et l'édification de monuments, désormais en pierre : le Phnom Bakheng (vers 900), le Mebon oriental au centre du bārāy oriental, et le Prè Rup (vers 960). Les temples-montagnes utilisent des collines naturelles : Phnom Dei, Phnom Bok, Phnom Krom.
Après une période de troubles pendant laquelle la capitale du royaume khmer est transférée à Koh Ker, Sūryavarman Ier réinstalle un pouvoir fort à Angkor. Son successeur Udayādityavarman II fait établir le bārāy occidental et construit le Baphuon vers 1060. Quelques autres querelles de succession plus tard, c'est Sūryavarman II qui édifie Angkor Vat vers 1130.
Les grands rivaux des Khmers, les Chams occuperont Angkor quelques années avant que Jayavarman VII en reprenne possession (1181) et établisse le bouddhisme mahāyāna comme religion officielle.
Les constructions prennent de l'ampleur avec l'enceinte d'Angkor Thom et le Bayon, puis le Ta Prohm, le Preah Khan et leurs tours ornées de gigantesques visages du Bouddha souriant sont construits successivement pendant le XIIe siècle. À cette époque, la capitale khmère s'étend sur 200 km² et compte près d'une centaine de temples.

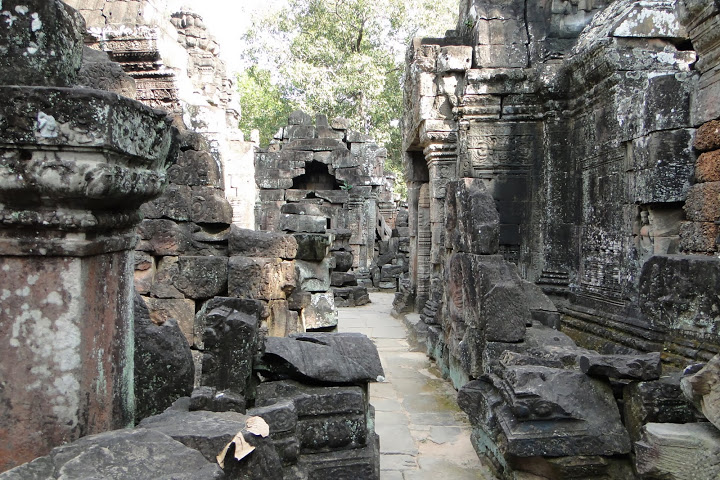
Ta Som.

Mais l'un de ses successeurs, Jayavarman VIII, dès son avènement (1243), impose le retour à l'hindouisme et détruit de nombreuses sculptures du Bouddha.
Puis le bouddhisme reprend le dessus au milieu du XIVe siècle, sous sa forme theravāda. Cette nouvelle voie religieuse, beaucoup plus simple dans son approche du sacré, généralise les constructions légères dont seules subsistent quelques terrasses bouddhiques, réemployant souvent les blocs de pierre des édifices antérieurs.
Le déclin du royaume Khmer est ensuite rapide, son territoire rétréci par la sécession des Thaïs du royaume de Sukhothaï et ravagé par des guerres incessantes avec ceux-ci et les Chams.
Angkor est définitivement abandonnée comme capitale vers 1431, après sa prise par les thaïs du royaume d'Ayutthaya.
Au cours des XVe et XVIe siècles, des moines bouddhistes s'approprient le site et détournent des constructions vers des représentations du Bouddha tel l'énorme Bouddha couché au Baphuon.
Ce site sera laissé à l'abandon et, pour la plus grande part, enseveli sous la végétation foisonnante de la jungle tropicale. 
La période sinistre des Khmers rouges avait rendu le site inaccessible aux visiteurs, mais pas aux pillards. Par précaution, de nombreuses pièces sont aujourd'hui à l'abri au musée de Phnom Penh.

### Déclin d'Angkor
Angkor a connu l'un des effondrements les plus méconnus de tous les temps. Le royaume khmer dura du IXe au XVe siècle. À son apogée, il domina une large frange de l'Asie du Sud-Est continentale, de la Birmanie, à l'ouest, au Vietnam, à l'est. Sa capitale, Angkor, ne comptait pas moins de 750 000 habitants et couvrait une superficie d'environ 1 000 km2. À la fin du XVIe siècle, lorsque des missionnaires portugais découvrirent les tours en forme de lotus d'Angkor Vat - le temple le plus sophistiqué de la cité et le plus vaste monument religieux du monde[réf. nécessaire] -, la capitale de l'empire agonisait déjà. Les spécialistes ont avancé de nombreuses explications mais la plus probable est la suivante : Angkor aurait été condamnée d'avance par cette même ingéniosité qui transforma un ensemble de petits fiefs en empire. La civilisation khmère avait appris l'art d'apprivoiser les déluges saisonniers de l'Asie du Sud-Est, en stockant l'eau dans d'immenses bassins (appelés baray) pour éviter les inondations et la restituer en période de sécheresse. Mais elle perdit le contrôle de l'eau, la plus vitale des ressources, entraînant ainsi son déclin. Des sécheresses sévères et prolongées, ponctuées par des pluies torrentielles, auraient anéanti le système hydraulique.
Le pouvoir se déplaça vers Phnom Penh, au XVIe siècle, après une période de moussons irrégulières.

## Monuments

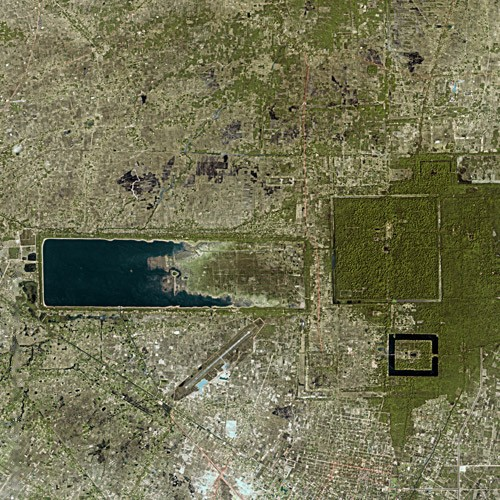
Une partie d'Angkor vue par le satellite SPOT.

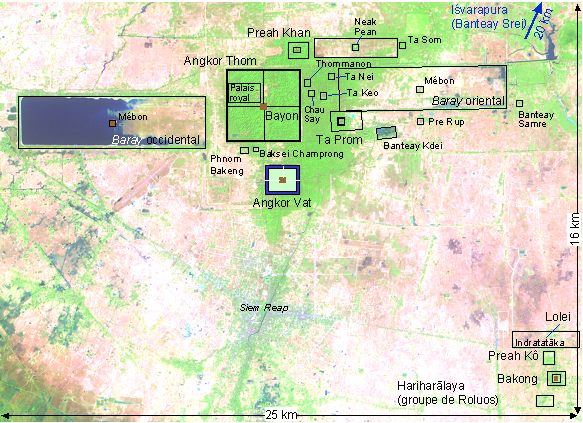
Plan d'ensemble (englobant l'image satellite).

Angkor est constitué de nombreux ensembles archéologiques significatifs, dont : 	 
- Angkor Central
  - Angkor Vat
  - Ta Prohm
  - Phnom Bakheng (Yaśodhragiri)
  - Baksei Chamkrong
  - Prasat Bei
  - Thma Bay Kaek
  - Angkor Thom
    - Baphûon
    - Bayon
    - Phiméanakas
    - Terrasse des éléphants
    - Terrasse du Roi lépreux
    - Tep Pranam
    - Preah Palilay
    - Preah Pithu
    - Prasat Suor Prat
    - Mangalārtha
    - les Khleang

- Angkor Est
  - Thommanon
  - Chau Say Tevoda
  - Spean Thma
  - Ta Nei
  - La Chapelle de l'Hôpital
  - Ta Keo
  - Ta Prohm (Rājavihara)
  - Kutiçvara
  - Banteay Kdei
  - Srah Srang
  - Prasat Kravan
  - Bat Chum
- Le Baray oriental
  - Prè Rup
  - Le Mebon oriental
  - Banteay Samré
- Angkor Nord-Est
  - Preah Khan
  - Neak Pean
  - Krol Kô
  - Ta Som
- Le Baray occidental
  - Le Mebon occidental
  - Ak Yum
  - Phnom Krom
- Rolûos (Hariharālaya) à 10 km au sud-est 	 
  - Bakong
  - Lolei
  - Preah Kô

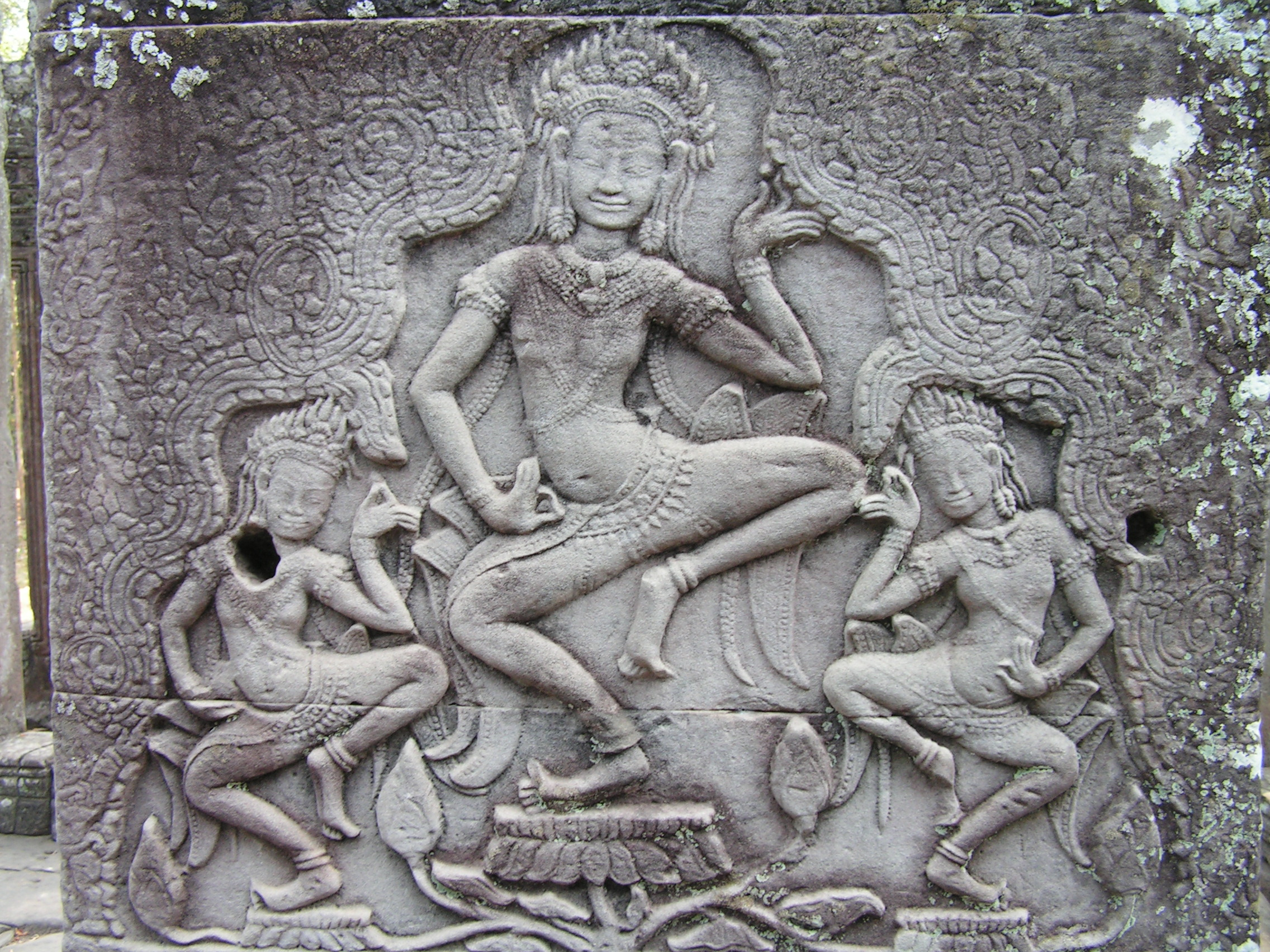
Trois apsaras au temple du Bayon.

- Sur le site de Iśvarapura à 20 km au Nord-Est 	 
  - Banteay Srei

La plupart des noms sont les noms communs actuels. Quelques rares noms d'origine sont parvenus jusqu'à nous. 	

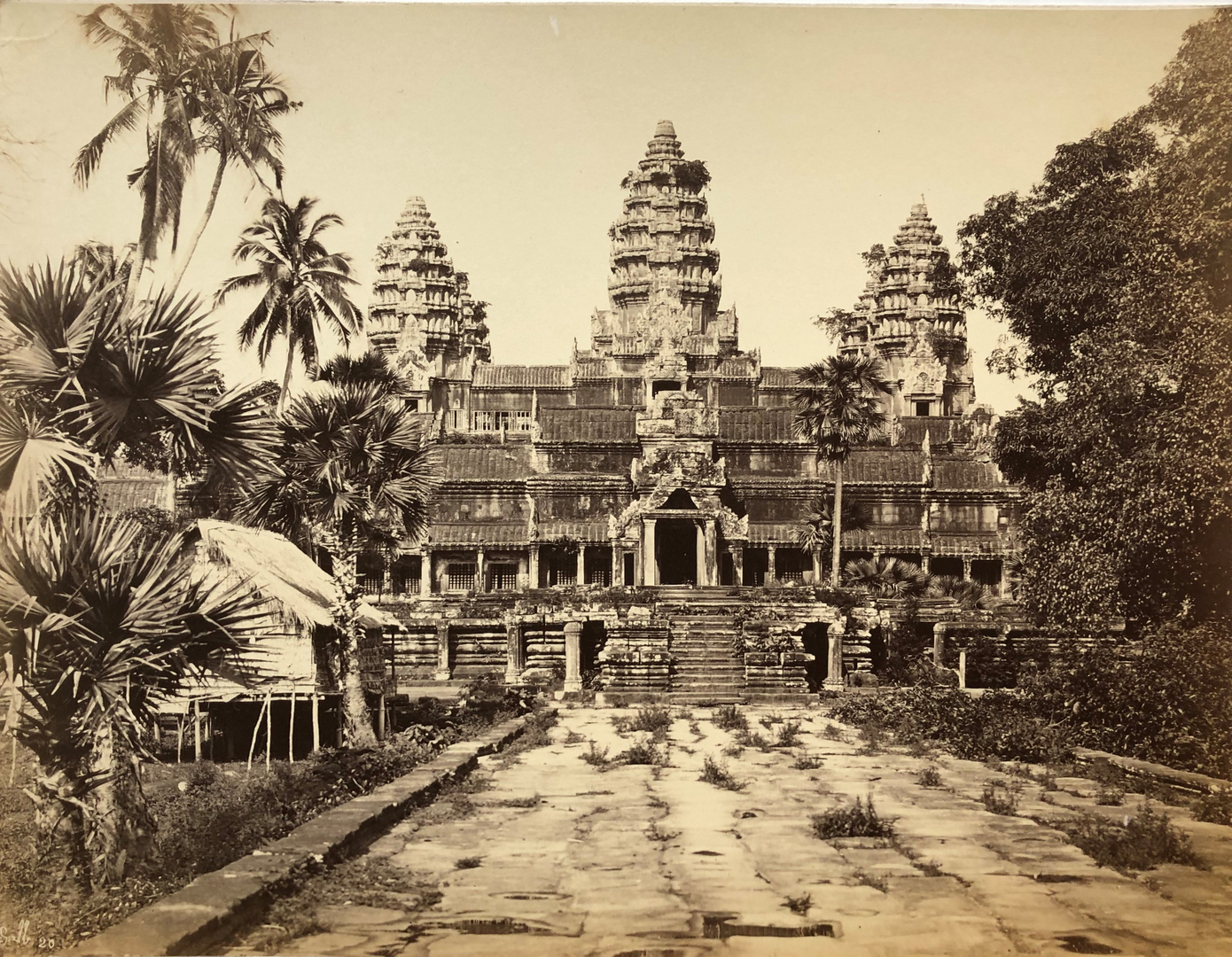
Émile Gsell. Angkor Vat en 1866.

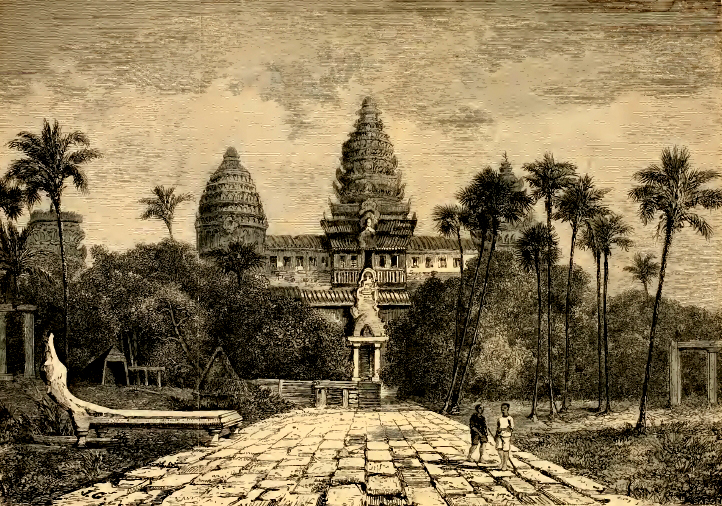
Façade d'Angkor Wat, par Henri Mouhot.

Le temple d'Angkor Vat (selon la graphie française, Wat localement) a été le seul monument entretenu constamment par des moines bouddhistes. 	 
Après de nombreuses campagnes de restauration et un très long déminage, la plus grande partie du site d'Angkor est aujourd'hui visitable. 	

### Redécouverte et restauration
La première relation sur l'empire khmer en Europe date de 1570 par des voyageurs espagnols et portugais. Il fallut attendre la publication en 1819 par Jean-Pierre Abel-Rémusat de Description du royaume de Cambodge par un voyageur chinois qui a visité cette contrée à la fin du XIIIe siècle, précédée d'une notice chronologique sur ce même pays, extraite des annales de la Chine, Imprimerie de J. Smith, traduction d'un récit de voyage d'un officier chinois pour réapparaître du néant. C'est en 1861, début de la conquête de la Cochinchine par la France, que le  naturaliste Henri Mouhot explorant la région avec l'abbé Sylvestre permet la redécouverte d'Angkor Vat puis d'Angkor Thom. Son récit sera publié dans Le Tour du monde en 1863. Une seconde exploration, de 1863 à 1866, menée par Ernest Doudart de Lagrée sera beaucoup plus exhaustive et fera l'objet d'un compte-rendu dans Voyage d'Exploration en Indo-Chine, publié en 1873.
De nombreuses missions d'exploration se succèdent alors jusqu'à la longue présence d'Étienne Aymonier, nommé représentant au Cambodge en 1879. Celui-ci organisa la traduction des nombreuses inscriptions, reconstitua l'histoire du royaume khmer. Rentré en France à l'issue de sa mission (vers 1886) il publia de nombreuses études, un dictionnaire et de multiples articles qu'il rassemble à partir de 1900 dans son grand ouvrage Le Cambodge.
Depuis le début du XXe siècle, le site d'Angkor est patiemment réhabilité par des archéologues, notamment par ceux de l'École française d'Extrême-Orient (EFEO), comme Henri Marchal et Bernard-Philippe Groslier. (Aujourd'hui, l'EFEO est toujours présente et active sur place.)

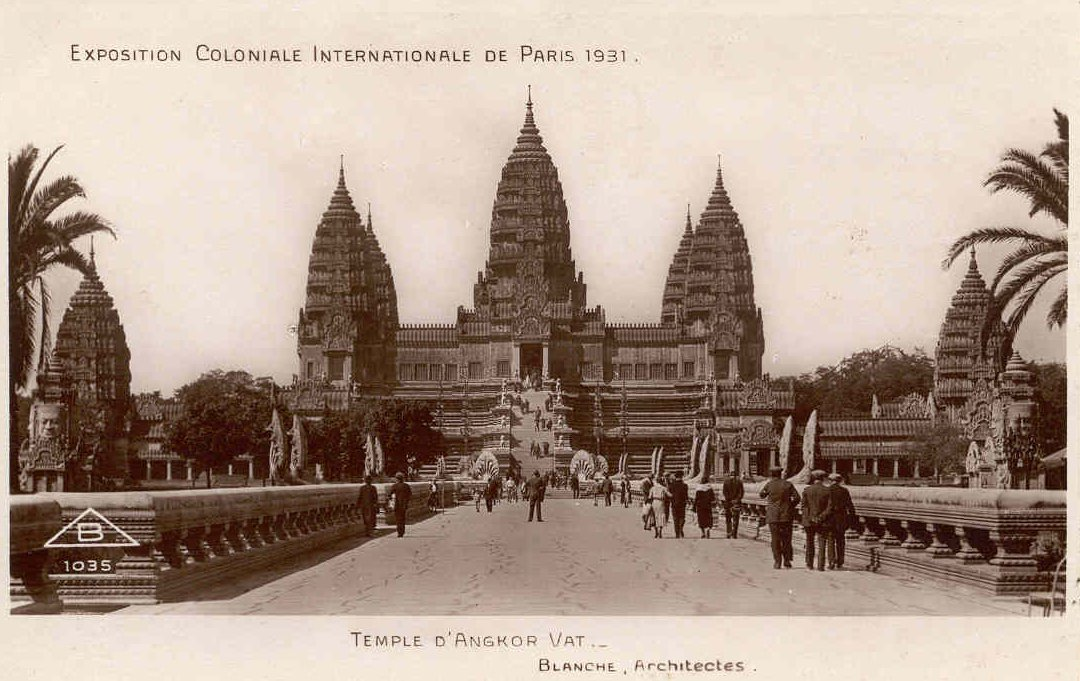
Réplique du temple lors de l'exposition coloniale internationale de 1931.

Stimulant l'imagination occidentale et le fantasme d'une civilisation « oubliée » que les Européens auraient, les premiers, redécouverte, Angkor influence les arts. Lors de l'exposition universelle de Paris de 1889, une pagode d'Angkor est érigée sur l'esplanade des Invalides à partir de moulages et de pièces exposées au palais du Trocadéro. En 1900, la danseuse Cléo de Mérode incarne une Apsara d'Angkor. Lors de l'exposition coloniale de Marseille (1906), le pavillon du Cambodge s'inspire d'Angkor Vat et du Bayon. La même année, le roi Sisowath est en visite en France, accompagné de danseuses cambodgiennes qui frappent le public occidental. Enfin, à l'occasion de l'exposition coloniale internationale de 1931 à Paris, une réplique d'Angkor Vat, définitivement emblème par excellence du Cambodge, est créée à la même échelle que l'originale pour accueillir le pavillon de l'Indochine, près du pavillon du Cambodge qui s'inspire pour sa part du musée de Phnom Penh.
Durant le Kampuchéa démocratique (1975-1979), les Khmers rouges exploitent le prestige du site d'Angkor à des fins politiques. Ils font ainsi figurer la silhouette du temple principal sur le drapeau officiel et prétendent s'inspirer de son développement économique passé en imposant à la population trois récoltes de riz par an sur chaque parcelle ; cela se solde par une grave famine. Le site en lui-même est épargné par les destructions mais, faute d'entretien et d'exploitation touristique jusqu'au début des années 1990, il est de nouveau envahi par la végétation, ce qui disloque des statues et des colonnes. Comme ailleurs dans le pays, des mines antipersonnel y sont installées afin de décourager les intrusions.
En 1993, alors que la guerre civile s’estompe, l'UNESCO lance un programme de préservation du site. Dans le but de coordonner les actions des donateurs, l'autorité APSARA (Autorité pour la Protection du Site et l'Aménagement de la Région d’Angkor / Siem Reap) est créée. Mais affaiblie par les divergences d’opinion politique de ses dirigeants, l’autorité ne peut lutter contre le développement anarchique de projets touristiques ni contre la lutte acharnée que se livrent les différents pays pourvoyeurs d’aide qui chacun veulent se voir octroyer un temple à restaurer. Très vite, l’autorité se voit confinée dans un rôle d’intermédiaire entre ses différents intervenants sans réel pouvoir. 
Les Français jouent un rôle de premier plan dans la réouverture du site à l'heure du tourisme de masse (en 1970, au pic de sa fréquentation, Angkor n'avait reçu que 25 000 visiteurs).
En 2001-2012, une étude archéologique à grande échelle, le Greater Angkor Project a rassemblé l'Université de Sydney (notamment les archéologues australiens Damian Evans et Roland Fletcher), l'École française d'Extrême-Orient, et l'APSARA avec le soutien de l'Australian Nuclear Science and Technology Organisation. Elle a étudié les raisons du déclin d'Angkor et de son abandon en 1431, avec l'intention d'en tirer des enseignements sur l'exploitation durable des ressources naturelles pour l'agriculture. Les premiers résultats de ces recherches — s'appuyant notamment sur des photos satellite de la NASA révélant le moindre édifice alentour, ainsi qu'une vision précise du réseau hydraulique — ont permis l'établissement d'une nouvelle cartographie du site.
Ils confirment qu'Angkor était bien l'un des plus vastes complexes urbains de l'ère pré-industrielle, bien plus étendu que ce que l'on croyait jusqu'alors. Le centre urbain s'étendait sur 400 km2 et la surface totale atteignait 3 000 km2, soit dix fois plus que ce que l'on imaginait. On évalue la population à 700 000 habitants. Les experts en tirent la conclusion que cette extension de la capitale de l'empire khmer n'a vraisemblablement pas été sans conséquences pour l'environnement et que les problèmes écologiques (déforestation, dégradation des sols, érosion) liés à ce développement ont sans doute contribué à la chute de l'empire.
En 2012, une étude par topométrie laser a confirmé la très grande extension du site.

## Autres sites archéologiques d'art khmer
Quelques autres cités comparables à celles d'Angkor ont été construites sur d'autres sites, principalement à l'époque de Jayavarman VII, dont :
- Beng Mealea, 70 km au nord-est
- Banteay Chmar (province de Banteay Mean Chey)
- Prasat Muang Sing, dans la Thaïlande actuelle.
- Preah Khan (Kompong Svay) (province de Preah Vihear) la plus grande cité-monastère khmère (4,5 km2)
- Ta Prohm de Tonlé Bati, 30 km au sud de Phnom Penh (Province de Takeo)
- Vat Banon (province de Battambang)
- Vat Nokor (province de Kompong Cham)

Ces sites associent une grande enceinte défensive, des dispositifs hydrauliques (bārāy) et un temple aux multiples enceintes symboliques, dans le style du Preah Khan d'Angkor.
Le Cambodian Archaeological Lidar Initiative, lors des deux campagnes au Lidar (2010-2015, 2015-2020), sous coordination de l'école française d'Extrême-Orient depuis 2012 a précisé 
les sites de Mahendraparvata, Beng Mealea, Preah Khan (Kompong Svay) et Banteay Chhmar.

## Angkor au cinéma
- Les Mystères d'Angkor (1960)
- Lord Jim (1965).
- Le final du film In the Mood for Love (2000) de Wong Kar-wai a été intégralement tourné à Angkor Vat.
- En 2001 est sorti le film Tomb Raider dont de nombreuses scènes ont été tournées sur le site d'Angkor.
- Le film Deux Frères (2004) a été tourné dans plusieurs temples d'Angkor, notamment le Ta Prohm et le Beng Mealea, ainsi qu'à Kbal Spean.
- Le film : Le temps des aveux (2014) Le film relate la captivité de François Bizot ethnologue Français pendant la période des khmers rouges, l'action se situe en partie sur le site d'Angkor

## Angkor dans l'actualité
- Les propos attribués à l'actrice thaïlandaise, Suvanant Kongying (en), revendiquant l'appartenance d'Angkor à la culture et au territoire thaïs, ont provoqué des émeutes à Phnom Penh en janvier 2003, au cours desquelles l'ambassade de Thaïlande et des entreprises thaïlandaises ont été pillées[8]. L'actrice a rapidement nié avoir tenu les propos qu'on lui a prêtés[9].
- En 2008, des sandales vendues sur un marché vietnamien et comportant une image d'Angkor Vat sur la semelle ont causé une mini crise diplomatique[10].

#### Histoire et archéologie
Publications anciennes
- Jean-Pierre Abel-Rémusat, Description du royaume de Cambodge par un voyageur chinois qui a visité cette contrée à la fin du XIIIe siècle, précédée d'une notice chronologique sur ce même pays, extraite des annales de la Chine et qui comporte une description détaillée des temples d'Angkor au XIIIe siècle, Imprimerie de J. Smith, 1819
- Jean-Pierre Abel-Rémusat, Nouveaux Mélanges Asiatiques, Éditions Schubart et Heideloff, Paris, 1829, 446 pages
- Étienne Aymonier, Le Cambodge (1900-1904), en 3 tomes: Le royaume actuel ; Les provinces siamoises ; Le groupe d'Angkor et l'histoire
- Jean Boulbet et Bruno Dagens, Les sites archéologiques de la région du Bhnam Gulen (Phnom Kulen), Arts Asiatiques (numéro spécial) tome XXVII, Paris, 1973
- George Groslier, nombreuses études parues entre autres dans la revue Arts et Archéologie khmers et le Bulletin de l'École Française d'Extrême-Orient
- Maurice Glaize, Les Monuments du groupe d'Angkor, 1944, 1963, 1993
- Étienne Lunet de Lajonquière, Inventaire descriptif des monuments du Cambodge (1902)
- Henri Marchal, Guide archéologique aux temples d'Angkor, 1928, 1962
- Zhou Daguan et Paul Pelliot, Mémoires sur les coutumes du Cambodge de Tcheou Ta-Kouan, vol. 3, Adrien Maisonneuve, coll. « Œuvres posthumes », 1er mars 2003, 71-03 éd. (1re éd. 1951), 178 p. (ISBN 978-2-7200-1107-8, présentation en ligne)

Publications récentes
- Mathilde Casteran, « Le site archéologique d’Angkor pendant la troisième guerre d’Indochine, un objet des relations internationales, 1980-1991 », Bulletin de l'Institut Pierre Renouvin, vol. 53, no 2,‎ 2021, p. 85–95 (ISSN 1276-8944, DOI 10.3917/bipr1.053.0085, lire en ligne).
- Bruno Bruguier, Jean-Baptiste Chevance, Olivier Cunin, (2020). Les "marches" d'Angkor. Guide archéologique du Cambodge, tome 6, JSRC  (ISBN 978-999-505-554-7).
- Bruno Dagens, Angkor : La forêt de pierre, Gallimard, coll. « Découvertes Gallimard / Archéologie » (no 64), 1989, 192 p., 18 (ISBN 978-2-07-053091-5 et 2-07-053091-4)
- (en)  Michael Falser: Angkor Wat. A Transcultural History of Heritage. (Vol.1: Angkor in France. From Plaster Casts to Exhi ition Pavilions. Vol.2: Angkor in Cambodia. From Jungle Find to Global Icon), 1150 pages, 1400 illustrations. DeGruyter, Berlin, 2020,  (ISBN 978-3-11-033572-9).
- Angkor et dix siècles d'art khmer.Réunion des musées nationaux, Paris, 1997.
- (en) Michael Freeman, Claude Jacques, Ancient Angkor, 1999, River Books  (ISBN 978-974-9863-81-7)
- Jean-Pierre Grandjean, Angkor, 64 pages. Editions Olizane, Genève, 2000
- Claude Jacques, Michael Freeman, Angkor, cité khmère, 240 pages. Editions Olizane, Genève, 2000.
- Claude Jacques, Michael Freeman, Angkor, résidence des dieux, 320 pages. Editions Olizane, Genève, 2001.
- Michel Petrotchenko, Le guide des Temples d'Angkor, 384 pages, Amarin Printing and Publishing, 2015,  (ISBN 978-616-382-338-0)
- Christophe Pottier, « À la recherche de Goloupura », BEFEO, vol. 87, no 1,‎ 2000, p. 79-107 (lire en ligne, consulté le 27 janvier 2021).
- Le Monde hors série n°62, 2018.
- Archeologia n°578, juillet-août 2019.
- Dossier spécial de L'Histoire (avril 2020) :
  - Roland Fletcher, « Nouvelles hypothèses sur le déclin d'Angkor », L'Histoire,‎ avril 2020, p. 34-41 (lire en ligne)
  - Dominique Soutif, « Yasovarman Ier, le fondateur », L'Histoire,‎ avril 2020, p. 42-43 (lire en ligne)
  - Christophe Pottier, « La troisième ville du monde ? », L'Histoire,‎ avril 2020, p. 44-51 (lire en ligne)
  - Gabrielle Abbe, « La construction d'un mythe », L'Histoire,‎ avril 2020, p. 52-59 (lire en ligne)
  - Yves Saint-Geours, « Mission de sauvetage », L'Histoire,‎ avril 2020, p. 58 (lire en ligne)

#### Autobiographie
- François Bizot, Le Portail, 2003 (prisonnier des Khmers Rouge en 1975)
- Jean Boulbet, De Palmes et d'épines, Vers le paradis d'Indra, 2003 (tranche de vie d'un ethnologue à Angkor de 1963 à 1975)

#### Romans autour d'Angkor
- Pierre Loti, Un pèlerin d'Angkor, 1913 (le roman est situé en 1901)
- Pierre Benoit, Le Roi Lépreux, 1927
- André Malraux, La Voie royale, 1930 (roman situé dans les années 1920)
- James Rollins, La Malédiction de Marco Polo, 2007
- Raphaël Aubert, La Terrasse des éléphants, 2009
- Maxence Fermine, Le Papillon de Siam, 2010